# Nemška Gora
Nemška Gora este o localitate din comuna Krško, Slovenia, cu o populație de 23 de locuitori.